# 芭帕瓦迪·錢薩莫恩
芭帕瓦迪·錢薩莫恩（羅馬化：Paparwadee Chansamorn，1997年2月25日—），出生地泰國曼谷，小名Pinkploy，泰國第7電視台旗下女演員及模特。2019年主演戲劇《新愛的激盪》而為人熟知。

## 生平
Pinkploy於1997年2月25日出生於泰國曼谷。高中畢業於曼谷的拉塞尔学校，而大學就讀泰國曼谷皇家理工大學服裝製版與工藝專業，現已畢業。

## 演藝經歷
2016年Pinkploy正式進入演藝圈，她是2015年泰國超模大賽的前10名入圍者之一，因此拍攝了一些雜誌與廣告，並與7台簽約成為旗下藝人。
2017年在戲劇《愛的使命之在天空中尋找愛的座標》中首度亮相，在劇中飾演Mina。
2019年搭檔瓦辛·阿瓦納南特（Ko）主演翻拍劇《新愛的激盪》，知名度漸漸上升。
2022年首度與友薩瓦·塔瓦丕（Euro）合作主演戲劇《一夜丈夫》。她因在劇中飾演Chonphansa一角，人氣高漲，片商更於該劇播畢後舉辦“More Than One Night”粉絲見面會。

## 影視作品

### 電視劇
| 首播年份 | 戲名                               | 戲名   | 播放平台 | 角色                           | 備註     |
| 首播年份 | 譯名                               | 原文名 | 播放平台 | 角色                           | 備註     |
| 2017年   | 《愛的使命之在天空中尋找愛的座標》 |        | Ch7HD    | Mina                           | 特別出演 |
| 2018年   | 《岳父大人槍太猛》                 |        | Ch7HD    | Namsai                         | 配角     |
| 2019年   | 《愛的激盪2019》                   |        | Ch7HD    | Nit                            | 主演     |
| 2019年   | 《藍水晶夫人》                     |        | Ch7HD    | Puncharee Nasutklai （Kaopun） | 主演     |
| 2020年   | 《湄南河之龍》                     |        | Ch7HD    | Fang                           | 主演     |
| 2020年   | 《雄獅指令》                       |        | Ch7HD    | Dao／Daophrai                  | 主演     |
| 2020年   | 《嫉妒的密碼2020》                 |        | Ch7HD    | Palai Watthanaphat （Pa）      | 主演     |
| 2022年   | 《一夜丈夫》                       |        | Ch7HD    | Chonphansa （Chon）            | 主演     |
| 2022年   | 《魔幻愛情2022》                   |        | Ch7HD    | Praidao／Siangwaan             | 主演     |
| 2022年   | 《古堡謎鑽》                       |        | Ch7HD    | Paphawee／Kung                 | 主演     |
| 2024年   | 《圈愛詭計》                       |        | Ch7HD    | Ninara （Nini）                | 主演     |
| 待公布   | 《琉璃之城》                       |        | Ch7HD    | Phavani Piyaramanee            | 主演     |
| 待公布   | 《玩火玫瑰2024》                   |        | Ch7HD    | Ranchita Rueangniwet （Mint）  | 主演     |

## 獎項與提名
| 年份   | 頒獎典禮                  | 獎項                                 | 入圍作品     | 結果 | 來源  |
| 2023年 | 19th Kom Chad Luek Awards | 最受歡迎螢幕情侶 （與友薩瓦·塔瓦丕） | 《一夜丈夫》 | 提名 | [ 3 ] |
| 2023年 | 19th Kom Chad Luek Awards | 人氣女演員                           |              | 提名 | [ 3 ] |
| 2023年 | Maya TV Awards 2023       | 年度魅力女星                         |              | 提名 | [ 4 ] |
| 2023年 | Maya TV Awards 2023       | 年度螢幕情侶 （與友薩瓦·塔瓦丕）     |              | 提名 | [ 5 ] |
| 2024年 | Maya TV Awards 2024       | 年度魅力女星                         |              | 提名 |       |

## 外部連結
- 芭帕瓦迪·錢薩莫恩於Channel 7的簡介 （页面存档备份，存于）（泰文）
- 芭帕瓦迪·錢薩莫恩的Instagram帳戶（泰文）
- 芭帕瓦迪·錢薩莫恩的X（前Twitter）（泰文）
- 芭帕瓦迪·錢薩莫恩在互联网电影资料库（IMDb）上的資料（英文）